# Liberty University

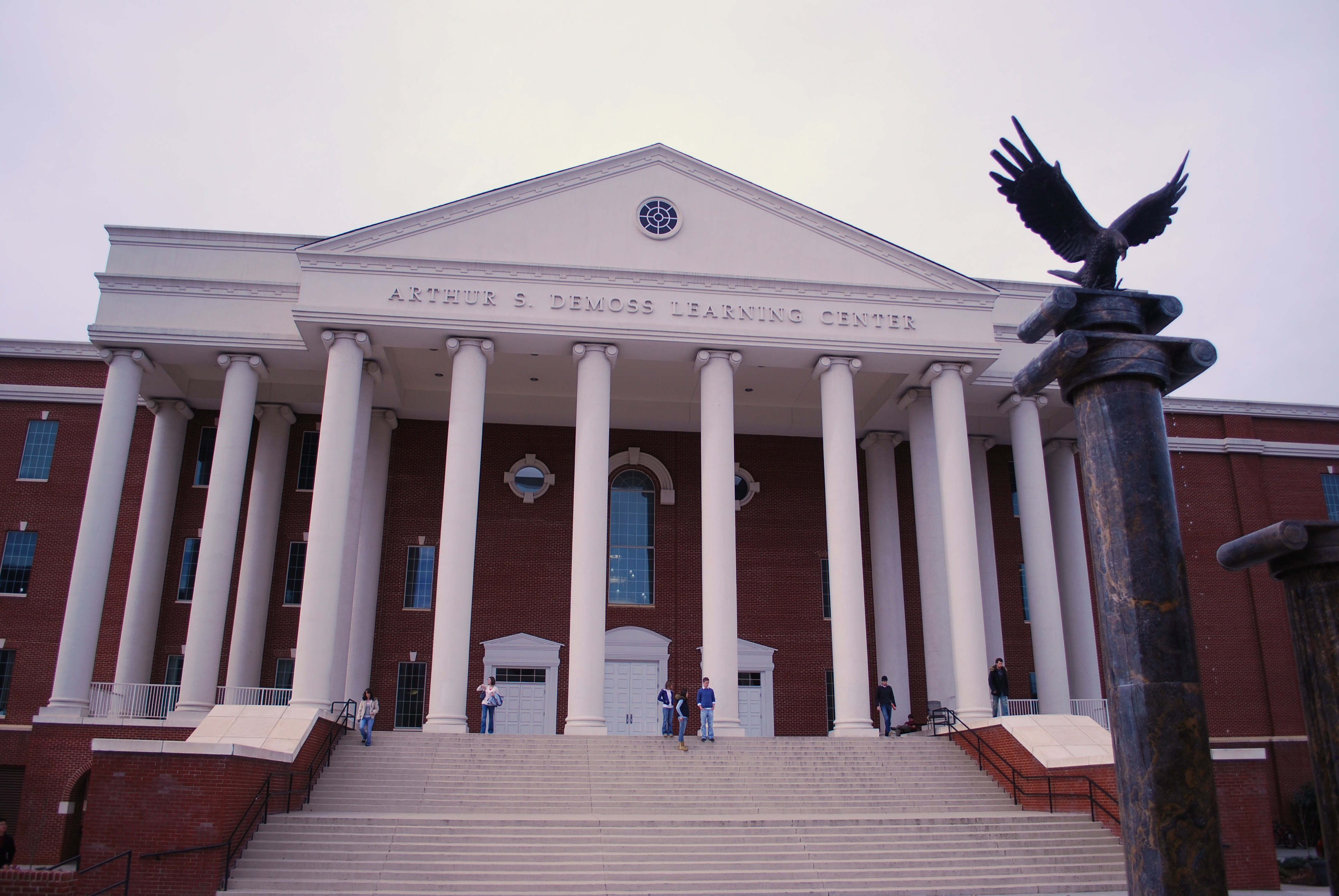
Demoss Learning Center

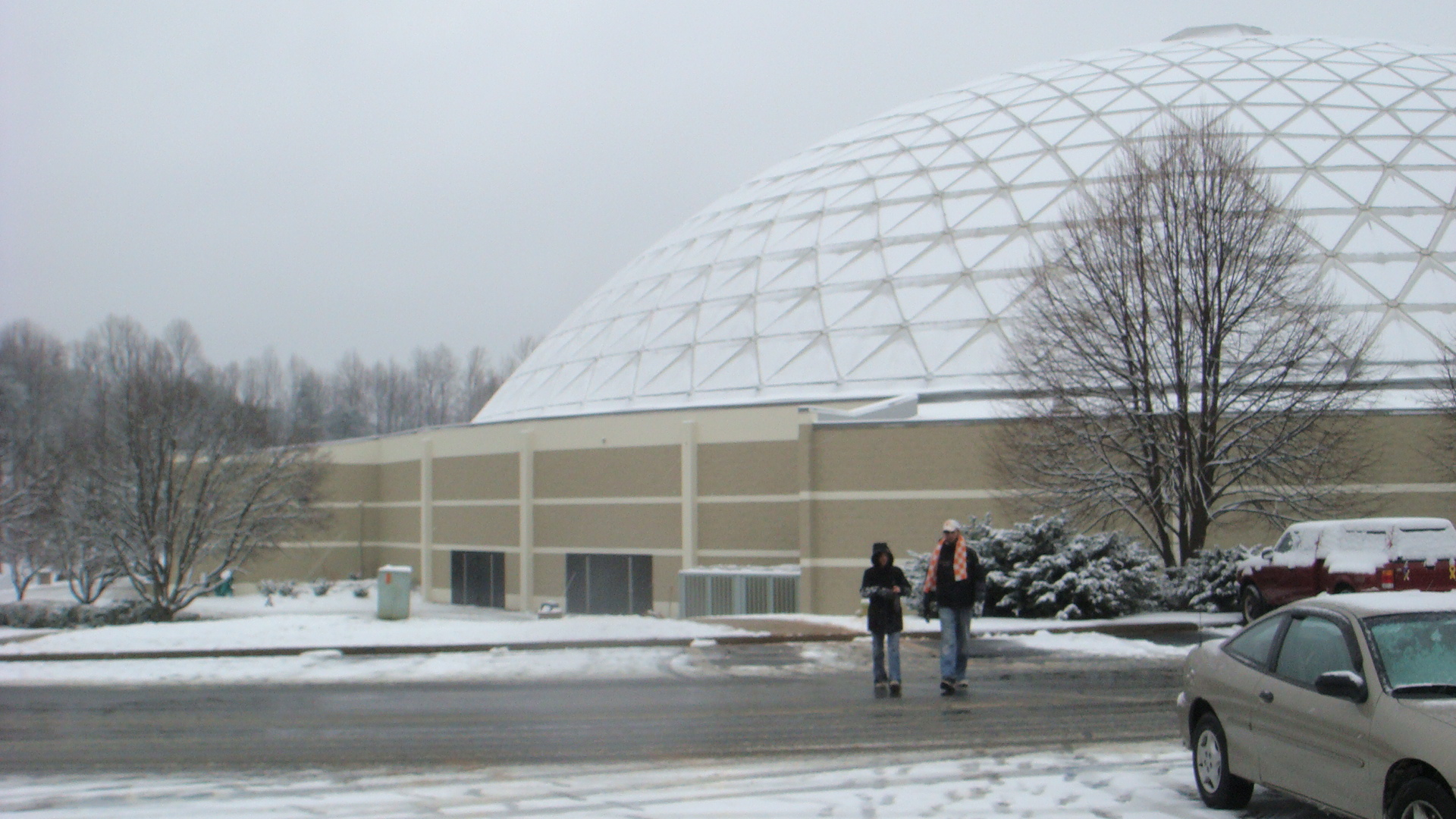
Vines Center

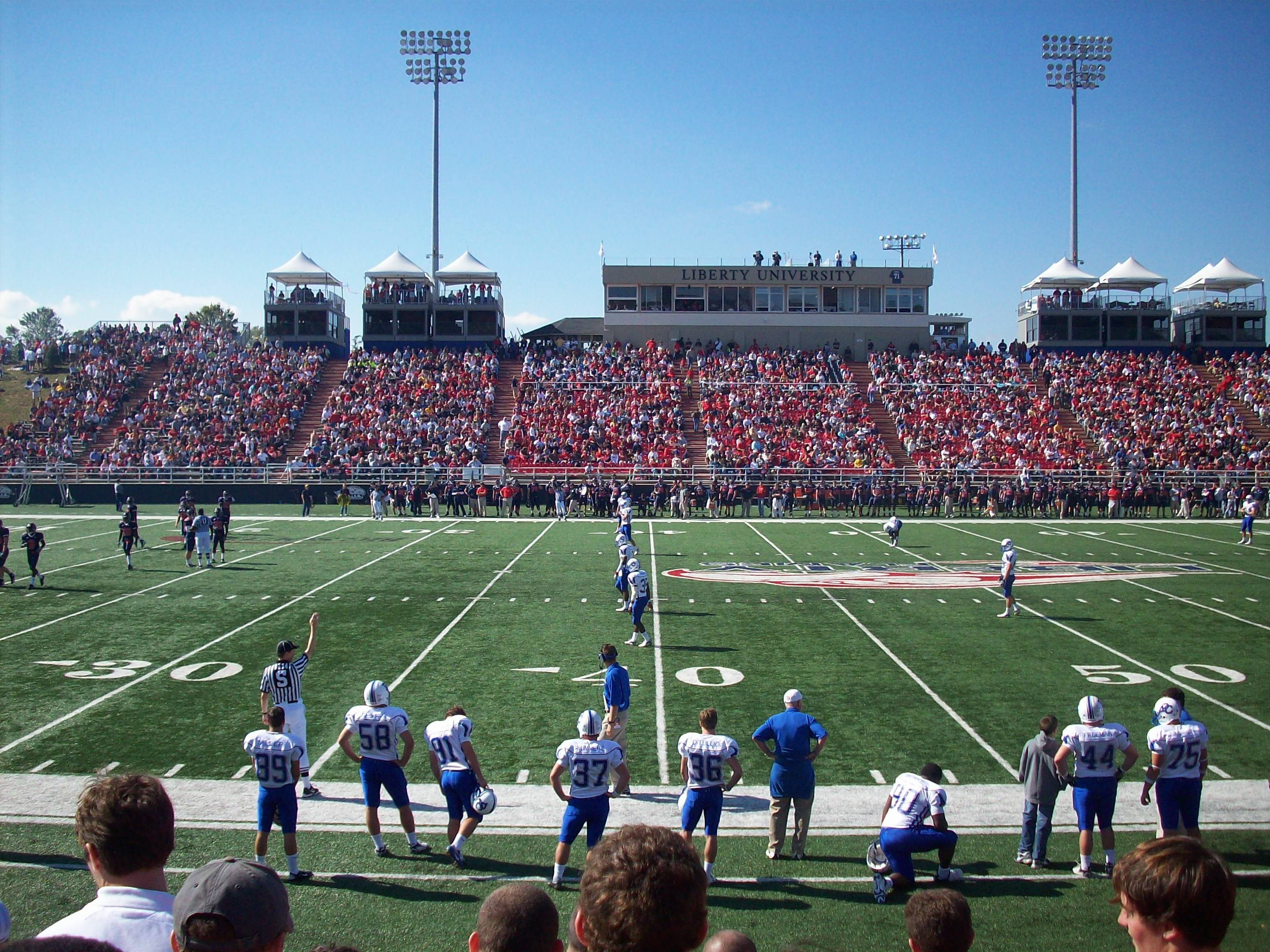
Williams Stadium

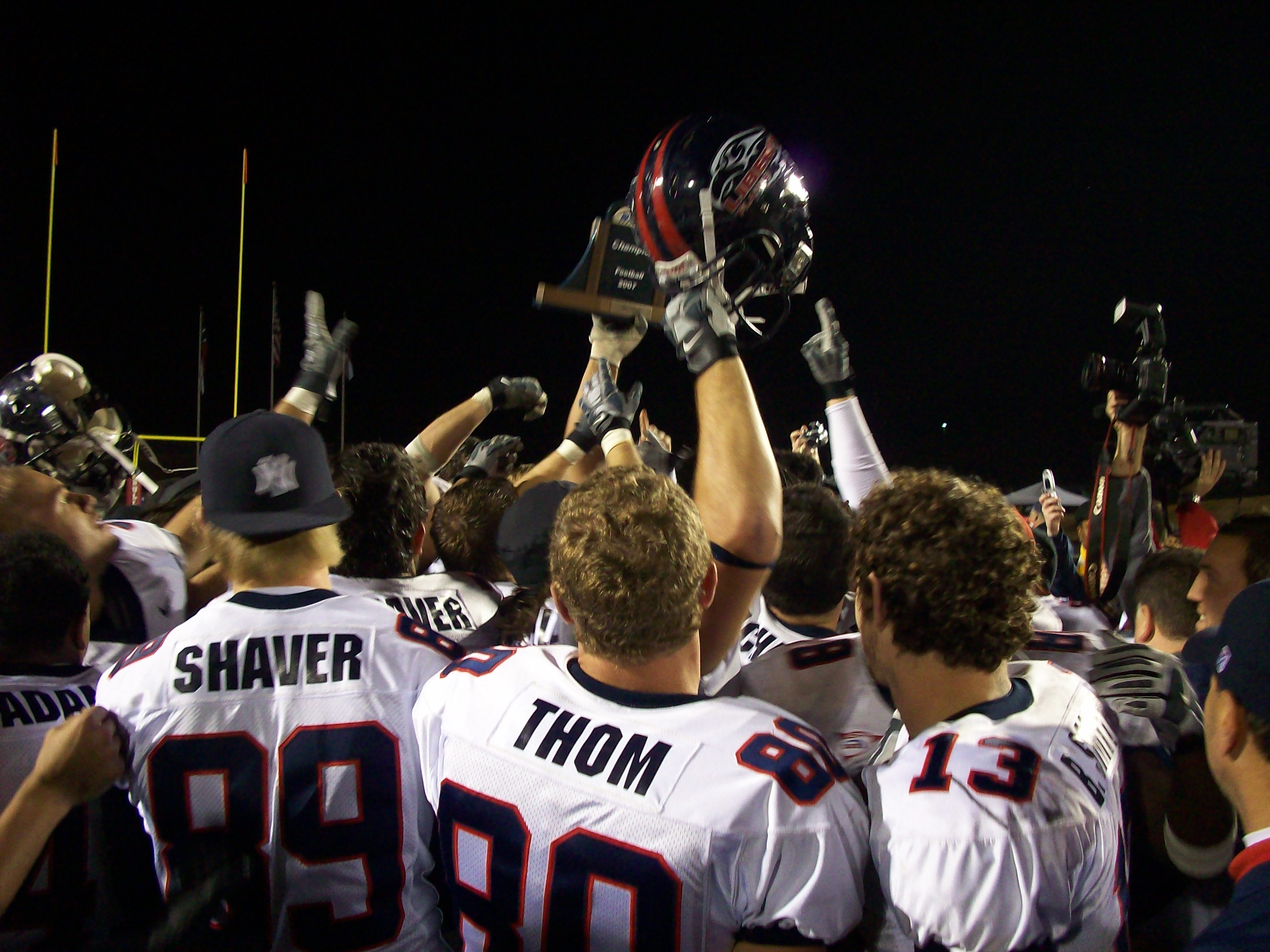
Die Liberty Flames

Die Liberty University ist eine private, christliche Universität in Lynchburg im US-Bundesstaat Virginia. Sie wurde 1971 durch den fundamentalistischen Baptistenprediger Jerry Falwell gegründet. Gemessen an der Gesamtzahl an Studierenden war die Universität im Studienjahr  2017/2018 die größte der USA. Die Einrichtung gilt als „konservativste Universität der USA“ und politisch eng verflochten.

## Geschichte, Ausrichtung und Bewertung
Die Universität wurde 1971 vom baptistischen Pfarrer und Fernsehprediger Jerry Falwell gegründet. Sein Sohn Jerry Falwell Jr. folgte ihm als Präsident der Liberty University. Die Universität hat enge Verbindungen zur religiösen Rechten und wurde lange Zeit von der von Falwell mitgegründeten Organisation Moral Majority finanziert. Im Forbes-Hochschulranking der besten 650 US-Colleges von 2015 rangierte die Liberty University auf Platz 639.
2018 produzierten Studenten der Universität den als christlich-nationalistisch eingeordneten Spielfilm The Trump Prophecy („Die Trump-Prophezeihung“) zur Wiederwahl Donald Trumps 2020.

## Akkreditierung
Es werden 60 Hochschulabschlüsse angeboten. Die juristische Fakultät („Law School“) erlangte 2010 die vollständige Zulassung durch die American Bar Association und eine Level-VI-Akkreditation durch die Southern Association of Colleges and Schools (SACS), die höchste von SACS vergebene Klassifizierung. Liberty University wird außerdem durch folgende Institute beglaubigt: American Bar Association (ABA), Accreditation Board for Engineering and Technology (ABET), National Council for Accreditation of Teacher Education (NCATE), Commission on Collegiate Nursing Education (CCNE), Aviation Accreditation Board International (AABI), National Association of Schools of Music (NASM) Commission on Accreditation of Athletic Training Education (CAATE), Accreditation of Allied Health Education Programs (CAAHEP), und Accreditation Board for Engineering and Technology (ABET).

## Lehre
Im Biologie-Studium wird Wert darauf gelegt, die Evolutionstheorie zu problematisieren und die Sichtweise des Junge-Erde-Kreationisten als bessere Erklärung darzustellen. Die Universität arbeitet dabei mit der Gruppe „Answers in Genesis“ zusammen. Die Liberty University führte obligatorischen Intelligent-Design-Unterricht ein, sodass alle Studenten verpflichtet sind, unabhängig von ihrem Studienfach ein Semester kreationistische Biologie zu studieren. Im Oktober 2006 wurde eine Stellenanzeige aufgegeben, in der nach wissenschaftlichen Mitarbeitern gesucht wurde, die die Ansichten der Junge-Erde-Kreationisten teilten.

## Grundsatz und Verhaltenskodex
Das Verhaltenskodex sieht Rügen und bei wiederholten Vergehen auch Geldstrafen für bestimmtes Verhalten von Studierenden vor. Zu den verbotenen Verhalten gehören: Die Anwesenheit bei Tanzveranstaltungen, das Nichteinhalten der nächtlichen Ausgangssperre, das Betrachten von Filmmaterial, bei dem die Altersfreigabe erst ab 17 Jahren vorliegt, das Trinken von Alkohol, das Rauchen, das Anschauen von Pornografie, das Betreten des Schlafzimmers eines Mitglieds des anderen Geschlechts, Abtreibung und die Unterzeichnung von nicht-autorisierten Petitionen. Im Sommer 2005 wurden die Kleidungsvorschriften gelockert, um Flip-Flops, Caprihosen, Jeans und andere informelle Kleidungsstile zuzulassen (nicht jedoch kurze Hosen oder Kleidung mit Löchern). Weitere Regeln, wie z. B. dass männliche Studenten nur Hemden mit Kragen tragen dürfen, gelten fort. Der Vertrag mit den Mitgliedern des Lehrkörpers sieht ähnliche Restriktionen vor. Als der Universitätskanzler, Jerry Falwell, Jr., den Präsidentschaftskandidaten Mike Huckabee auf Papier mit dem Briefkopf der Universität empfahl, wurde die Universität wegen Verletzung der politischen Neutralität bei der US-Steuerbehörde angezeigt.
Alle Studierende müssen dreimal pro Woche an „Zusammenkünften“ bzw. Gottesdiensten teilnehmen, bei denen sie Vorträge von rechtskonservativen Aktivisten wie Candace Owens und Dinesh D’Souza hören.
LGBTQ-Studierende werden zu einer „Konversionstherapie“ gedrängt oder vom Studium ausgeschlossen.

## Zahlen zu den Studierenden und den Dozenten
Die Universität gab die Zahl der Studierenden auf ihrer Webseite 2021 mit über 100.000 an. Davon gehörten 30.000 dem Militär an.
Im Herbst 2020 waren 93.349 Studierende eingeschrieben. Davon strebten 47.988 ihren ersten Studienabschluss an, sie waren also undergraduates. Von diesen waren 57 % weiblich und 43 % männlich. 45.361 arbeiteten auf einen weiteren Abschluss hin, sie waren graduates. Von den 3.149 Dozenten arbeiteten 1.051 in Vollzeit und 2.098 in Teilzeit.
Für das Studienjahr 2017/2018 wurde die Gesamtzahl der eingeschriebenen Personen mit 79.152 angegeben, womit die Universität die größte der USA war. Im Juni 2013 wurde die Zahl der Studierenden mit 100.000 angegeben. Davon waren 90.000 Online-Studenten.

## Sport
Die Sportteams sind die Liberty Flames. Die Universität ist Mitglied der Conference USA seit 1. Juli 2023.
Einige Mannschaften der Universität spielen außerhalb ihrer Hauptkonferenz. Ab dem Studienjahr 2023/2024 spielt die Feldhockeymannschaft der Frauen in der Big East Conference, die Fußballmannschaft der Männer spielt in der Ohio Valley Conference, und die Lacrosse- und die Schwimmmannschaft der Frauen nehmen in der Atlantic Sun Conference teil.

## Kritik

### Kreationismus
Der Evolutionsbiologe Richard Dawkins äußerte sich über die Liberty University:

“If it's really true that the museum at Liberty University has dinosaur fossils which are labeled as being 3,000 years old, then that is an educational disgrace. It is debauching the whole idea of a university, and I would strongly encourage any members of Liberty University who may be here, to leave and go to a proper university.”

„Wenn es wirklich wahr ist, dass das Museum der LU Dinosaurier-Fossilien zeige, die 3.000 Jahre alt sein sollen, ist das eine erzieherische Schande. Die gesamte Idee einer Universität wird dadurch in den Dreck gezogen und ich kann jedem nur dringend dazu raten, diese Universität zu verlassen und zu einer vernünftigen Universität zu gehen.“

### Handfeuerwaffen
In einer Rede am 5. Dezember 2015 im Zusammenhang mit dem Terroranschlag in San Bernardino ermutigte der damalige Präsident Jerry Falwell Jr. die Studentenschaft, Waffenscheine für Handfeuerwaffen zu erwerben. Dazu sagte er: „Wenn mehr gute Menschen Waffenscheine gehabt hätten, hätten wir die Muslime erledigen können, bevor sie eintreten konnten“. Nach Kritik ruderte Falwell zurück und sagte, er habe nur über gewalttätige Muslime sprechen wollen.

### Donald Trump
Jerry Falwell Jr., der bis 2020 Universitätspräsident war, galt ab 2012 als Unterstützer von Donald Trump. Im Vorfeld der Republikanischen Vorwahlen zur Präsidentschaftswahl begann Falwell Jr., sich für den Kandidaten Trump zu engagieren. Bei der Republican National Convention 2016, auf der Trump zum Kandidaten gekürt wurde, hielt er am Abschlusstag eine Rede. Ende Januar 2017 wurde bekannt, dass er von US-Präsident Trump zum Vorsitzenden einer Kommission zur „Reform“ des United States Department of Education berufen werden wird. Ausdrücklich lobte Falwell Trumps Stellungnahmen zu den rechtsextremen Demonstrationen in Charlottesville im August 2017. Als Reaktion kam es zu Protesten ehemaliger Studenten, die dazu aufforderten, ihre Uni-Zeugnisse an die Hochschule wieder zurückschicken.

## Persönlichkeiten
- Toby McKeehan (* 1964), Musiker und einer der drei Gründer der christlichen Band dc Talk
- Jackie Walorski (1963–2022), US-amerikanische, republikanische Politikerin, studierte von 1981 bis 1983 am Liberty Baptist College, seit 2013 im US-Repräsentantenhaus
- Malik Willis (* 1999), American-Football-Spieler